# Reposiano

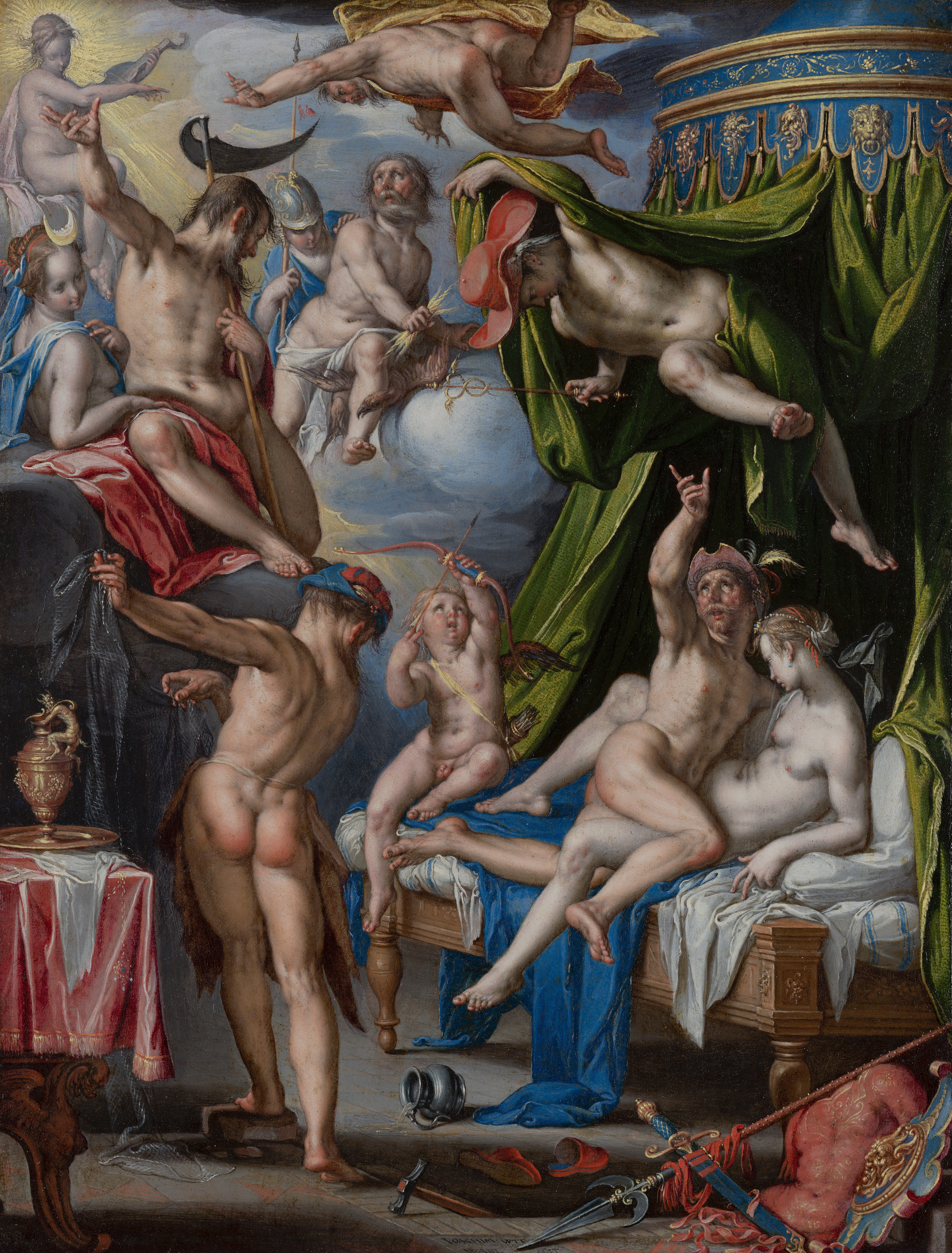
Joachim Eitewal. Marte y Venus sorprendidos por la aparición de Vulcano.

Reposiano (s. III o IV) fue un poeta latino, probablemente de origen africano.
Es autor de una elegía compuesta por 182 hexámetros titulada Concubitus Martis et Veneris donde se narra el tema homérico del amor entre Venus y Marte.